# Рух «Будувати»
Movimiento Construye (MC25), також відома як Construye — еквадорська політична партія, заснована в 2004 році. Спочатку вона була заснована під назвою Ruptura 25 (R25). 2016 року партія вступила в альянс з Демократичною лівою партією, який проіснував до 2018 року через розбіжності з президентом Леніном Морено.
На загальних виборах 2023 року партію представляв Фернандо Вільявісенсіо до його вбивства в серпні 2023 року. Cпочатку партія обрала обрала на його місце Андреа Гонсалеса, свого віце-президента, але через невизначеність щодо законності цього рішення, згодом обрала журналіста Крістіана Зуріту.

Оригінальний логотип у вигляді Ruptura 25 (R25)

## Результати виборів

### Вибори до Національної Асамблеї
| Вибори | Лідер             | Голосів         | %               | Місця    | +/–  |
| ------ | ----------------- | --------------- | --------------- | -------- | ---- |
| 2013   | Пако Монкайо      | 2,179,383       | 2.48            | 0 / 137  | ▬ 0  |
| 2017   | Не брала участі   | Не брала участі | Не брала участі | 0 / 137  | ▬ 0  |
| 2021   | Андрес Бріонес    | 57,711          | 0.72            | 1 / 137  | ▲ 1  |
| 2023   | Патрісіо Каррільо | 1,707,682       | 20.39           | 24 / 137 | ▲ 23 |

## Зовнішні посилання
- https://www.construye.ec/
- https://www.facebook.com/25.construye/